# Terrico White
Terrico Reshad White (Memphis, Tennessee, 7 de marzo de 1990) es un jugador de baloncesto estadounidense que pertenece a la plantilla de los Metros de Santiago de la Liga Nacional de Baloncesto de República Dominicana. Con 1,96 metros de estatura, juega en la posición de escolta.

## Trayectoria deportiva

### Universidad
White asistió durante dos años a la Universidad de Misisipi, donde en su primera temporada promedió 13.7 puntos y 2.3 asistencias por partido, siendo titular en 21 de los 31 encuentros del equipo. White anotó 20 puntos o más en los cinco últimos partidos de la temporada, incluido uno con 29 puntos (récord en su carrera) ante Arkansas. Los entrenadores de la liga nombraron a White mejor novato del año de la Southeastern Conference y le incluyeron en el mejor quinteto de freshmans de la conferencia. En su segundo año fue el segundo máximo anotador de los Rebels con 15.1 puntos y 4,6 rebotes. El 9 de abril de 2010, tras dos años en la universidad, White se declaró elegible para el Draft de la NBA de 2010.

#### Estadísticas
| Temporada | Equipo          | Partidos | Pts. | Reb. | Asts. | Rob. | Tap. | %TC  | %T3  | %TL  | Min. | Pér. |
| --------- | --------------- | -------- | ---- | ---- | ----- | ---- | ---- | ---- | ---- | ---- | ---- | ---- |
| 2008–09   | Ole Miss Rebels | 31       | 13.7 | 3.4  | 2.3   | 0.8  | 0.3  | .428 | .354 | .628 | 30.0 | 1.8  |
| 2009–10   | Ole Miss Rebels | 35       | 15.1 | 4.6  | 1.5   | 0.9  | 0.2  | .430 | .343 | .714 | 31.5 | 1.3  |

### Profesional
Fue seleccionado por Detroit Pistons en la 36.ª posición del Draft de la NBA de 2010.
Tras jugar varias temporadas en Europa, en septiembre de 2015 regresa a su país para fichar por los Phoenix Suns.
En 2020 disputa 8 encuentros con los Cariduros de Fajardo, con los que promedia 21,4 puntos por partido.
En enero de 2021, firma por el Changwon LG Sakers de la Liga de baloncesto de Corea.
El 7 de agosto de 2021, firma por los Brujos de Guayama de la Baloncesto Superior Nacional.
El 28 de diciembre de 2021, firma por los Long Island Nets de la NBA G League, en el que promedió 3.0 puntos y 1.5 rebotes en únicamente dos partidos y fue cortado el 1 de febrero de 2022.
El 15 de marzo de 2022, regresa a los Brujos de Guayama de la Baloncesto Superior Nacional, para firmar una extensión de su contrato.

## Selección nacional
White fue miembro del combinado estadounidense que conquistó el título en el Campeonato Mundial de Baloncesto Sub-19 de 2009.